# Лобарія легеневоподібна
Лобарія легеневоподібна (Lobaria pulmonaria) — вид листуватих епіфітних лишайників роду лобарія.
Мешкає в листяних і мішаних лісах на стовбурах дерев. Раніше вид був широко розповсюджений в Європі, але зараз, у зв'язку із забрудненням повітря та порушенням біотопів внаслідок вирубування лісів, вид є вимираючим. Лобарію занесено до Червоної книги України, вид вважається одним з індикаторів пралісів.

## Біологічний опис
Лобарія легеневоподібна — листуватий лишайник, талом якого складається зі шкірястих, з візерунком із западинок, лопатей зеленого кольору, часто з оливковим відтінком.
Слань 5—30 см в діаметрі; лопаті можуть сягати 1—3 см в ширину і до 7 см в довжину. Краї лопатей — виямчасто-обрубані. Нижня поверхня слані коричнева; випуклі частини зазвичай голі, а жолобки та здуття опушені. Корковий шар лишайника приблизно однакової товщини з епідермісом квіткової рослини.
Талом містить цефалодії, що складаються з клітин синьозеленої водорості носток і обмежені тонкостінними гіфами, які відділяють їх від решти слані. Це дозволяє лобарії поглинати розчинений в атмосфері азот і більшу кількість поживних речовин. Іншим фікобіонтом лишайника є зелена водорость Dictyochloropsis reticulata.
Соредії округлі, бугристі, розвиваються на ребрах верхніх країв лопатей. Апотеції діаметром 2—5 мм, розвиваються нечасто, розташовуються на ребрах або по краям лопатей, мають червонувато-коричневий диск, оточений більш світлим, ніж сам диск, краєм.
Розмноження вегетативне і статевим шляхом.

## Синоніми
Синонімічні назви виду за базою даних MycoBank:
- Lichen pulmonarius L. basionym
- Dermatodea pulmonaria (L.) A.St.-Hil.
- Lichen reticulatus (Hoffm.) Gilib.
- Parmelia pulmonaria (L.) Spreng.
- Platysma pulmonarium (L.) Frege
- Pulmonaria reticulata Hoffm.
- Ramalina reticulata (Hoffm.) Kremp.
- Sticta pulmonaria (L.) Biroli
- Stictomyces pulmonariae E.A.Thomas ex Cif. & Tomas.

## Хімічний склад
Лобарія містить стіктову кислоту і гірофорову кислоту. Ці речовини захищають лишайник від поїдання травоїдними тваринами та черевоногими молюсками. Також лобарія містить альдити: арабітол і волемітол. В лобарії присутні також каротиноїди (> 10 мг/кг): альфа-каротин, бета-каротин.
Крім того, лобарія містить різні стероїди, в особливості ергостирол, епістирол, ліхестирол, фітостирол.
Верхній шар слані містить меланін, що захищає лишайник від згубної дії ультрафіолетових променів.
Його синтез підвищується пропорційно до збільшення кількості освітлення.

## Використання

### У медицині
У давні часи через свою зовнішню схожість з тканиною легені, лобарія застосовувалася для лікування легеневих захворювань. Англійський вчений Джон Джерард у своїй книзі The Herball or General Historie of plants (1597) рекомендував лобарію як лікарську рослину.
У народній медицині досі використовується у вигляді відварів для лікування захворювань легень (туберкульоз), а також проти астми і відсутності апетиту.
У традиційній індійській медицині застосовується при кровотечах і дерматитах.
Відвар із лишайника має протизапальну та противиразкову дію.
Спиртовий екстракт лобарії має захисний ефект на шлунково-кишковий тракт щурів, можливо, це пов'язане зі зменшенням інтенсивності перебігу окиснювальних процесів та зниженням запального ефекту нейтрофілів. Крім того, було відзначено, що екстракт має сильну антиоксидантну дію, імовірно, завдяки наявності фенольних сполук.

### Інші способи застосування
Лобарія легеневоподібна використовується для отримання оранжевого барвника для шерсті, при дубленні шкір, в парфумерній промисловості та як інгредієнт при виробництві пива.

## Поширення
Вид розповсюджений в Європі, Азії, Африці та Північній Америці.
Як правило, лобарію можна зустріти на корі широколистяних, рідше хвойних пород дерев (переважно на нижній частині стовбурів старих буків, іноді також на дубі або клені), проте інколи зустрічається на вкритому мохом камінні або скелях (найчастіше в районах з досить вологим кліматом). В лабораторіях практикують вирощування на нейлонових мікрофіламентах.

## Охоронний статус
Занесена до Червоної книги України. Зустрічається на охоронюваних територіях України (Карпатський біосферний заповідник), Росії (Смоленська область), Польщі, Білорусі, та Литви.
Лімітуючими факторами для розповсюдження цього виду є забрудненість повітря та антропогенна діяльність.